# Get Ready for This
Get Ready for This is een nummer van de Nederlands-Belgische danceact 2 Unlimited uit 1991. Het is de eerste single van hun debuutalbum Get Ready!.
"Get Ready for This" was nog maar de eerste single van 2 Unlimited, maar betekende gelijk de internationale doorbraak voor het duo. Zo bereikte het nummer ook in onder meer de Verenigde Staten, de Britse eilanden, Oceanië, Spanje en Scandinavië de hitlijsten. In de Nederlandse Top 40 haalde het de 10e positie, en in de Vlaamse Radio 2 Top 30 kwam het een plekje hoger.
Hoewel het nummer bij lange na niet de grootste hit van 2 Unlimited was, wordt het nummer vanwege de opzwepende beat wereldwijd nog regelmatig bij sportevenementen gespeeld, en kan daarmee als een evergreen worden gezien.